# Pompeo Giustiniani
Pour les articles homonymes, voir Giustiniani.
Pompeo Giustiniani, né en 1569 à Ajaccio (Corse) et mort le 10 octobre 1616 à Lucinico, est un général vénitien.

## Biographie
Pompeo Giustiniani entre dans l'armée à 14 ans, prend part aux côtés des Espagnols aux luttes dans les Pays-Bas et perd un bras au siège d'Ostende, bras qu'il fait remplacer par un appendice mécanique.
Devenu gouverneur de Candie et des forteresses vénitiennes, on lui doit, en italien, une Histoire des guerres de Flandre, traduit en latin en 1609 par Gamburini sous le titre Bellum belgicum.
Il est inhumé dans l'Église San Moisè à Venise.